# Теодора Пушић
Теодора Пушић (Београд, 12. март 1993) српска је одбојкашица, која игра на позицији либера, а тренутно наступа за Партизан.
Учествовала је у освајању златне медаље на Европском првенству 2017. године, које су заједнички организовали Азербејџан и Грузија. Освојила је златну медаљу на Светском првенству 2018. године у Јапану, прву у историји српске одбојке.
Освојила је бронзану медаљу са Србијом у Лиги нација 2022. године, то је била прва медаља за српску женску одбојку у овом такмичењу. Била је део репрезентације Србије на Светском првенству 2022. године у Пољској и Холандији, на ком је са репрезентацијом изборила финале. У финалу је Србија победила Бразил максималним резултатом 3:0, и тако освојила златну медаљу. Проглашена је за најбољег либера на Светском првенству.

## Успеси

### Репрезентативни
- Светско првенство: 2018. Јапан, Пољска/Холандија 2022. -  златна медаља
- Европско првенство: злато 2017, злато 2019, сребро 2021, сребро 2023.
- Лига нација : 3. место 2022. Анкара.
- Светски гран при : 3. место 2017.

### Индивидуални
- Најбољи либеро на Светском првенству 2022.